# Любец (Вологодская область)
Любец — упразднённое село в Череповецком районе Вологодской области. Затоплено при заполнении Рыбинского водохранилища. До 1994 года сохранялись руины Церкви Преображения Господня, Николая Чудотворца, Параскевы Иконийской  на небольшом островке Любец. 

## География
Село стояло при реке Шексне.

## История
До упразднения уездно-губернского деления волостной центр Любецкой волости Череповецкого уезда Новгородской губернии.
Село Любец и соседняя деревня Пертовка  были родовым имением Верещагиных. Именно здесь в 1866 году Василий Васильевич Верещагин начал писать большую картину «Бурлаки».  

## Известные уроженцы, жители
- Ерёмин, Николай Николаевич (1924—2020) — советский хозяйственный и политический деятель.

У стен Преображенского храма захоронены отец, мать и старший брат художника-баталиста Николай Верещагин. 

## Транспорт
Через Любец проходил почтовый тракт из Петербурга на Череповец и Вологду.
В январе 1868 года поступила заявка на сооружение железнодорожной линии длиной 443 км и стоимостью 35 млн от Любца, находившегося близ Череповца, до Санкт-Петербурга. 